# Josef Basl
Josef Basl (* 3. května 1961 Plzeň) je informatik a VŠ pedagog, od března 2023 prorektor Západočeské univerzity v Plzni. V minulosti působil jako proděkan pro strategii, rozvoj a vnější vztahy a statutární zástupce děkanky Fakulty zdravotnických studií Západočeské univerzity v Plzni a rovněž jako proděkan pro zahraniční styky a rozvoj Fakulty informatiky a statistiky Vysoké školy ekonomické v Praze.

## Život
Je absolventem VŠSE v Plzni (promoval v roce 1983). Působil na Západočeské univerzitě v Plzni, kde v roce 1992 obhájil kandidátskou disertační práci a v roce 1995 habilitoval. Od roku 2000 pracuje na Fakultě informatiky a statistiky VŠE v Praze, kde v roce 2004 získal titul profesora oboru informatika. Absolvoval několik zahraničních stáží v Německu, Velké Británii a v USA. Zaměřuje se na podnikové informační systémy, modelování a optimalizaci podnikových procesů. Je členem několika vědeckých rad, oborových rad doktorského studia, členem programových výborů několika významných konferencí. Od roku 1998 je viceprezidentem České společnosti pro systémovou integraci.
Od března 2023 působí jako prorektor pro strategii a rozvoj Západočeské univerzity v Plzni.